# Frank Alberry
Frank Alberry DCM (ur. 29 września 1892 w Hobart, zm. 1969) – australijski wojskowy, as myśliwski Australian Flying Corps z okresu I wojny światowej z siedmioma zwycięstwami, które odniósł mając amputowaną prawą nogę.
Jako młody człowiek Frank Alberry wyjechał w poszukiwaniu lepszej pracy z Australii do Wielkiej Brytanii. Tam zaciągnął się do British Army, jednak w 1911 roku zdezerterował i powrócił do Australii. Po wybuchu I wojny światowej ponownie wstąpił do wojska, tym razem do Australian Army. Służył w 8. batalionie w składzie 1 Dywizji, jako dowódca sekcji karabinów maszynowych wyróżniając się w walkach o Gallipoli w 1915 i na froncie zachodnim w 1916 roku. Podczas bitwy nad Sommą wziął udział w walkach pod Pozières. 25 lipca 1916 roku wykazał się bohaterstwem i został poważnie ranny w kolano. Amputowano mu prawą nogę, zaś za swą postawę został odznaczony Distinguished Conduct Medal.
Po okresie rekonwalescencji wystosował osobistą prośbę do króla Jerzego V, aby przywrócono go do służby. Odbył przeszkolenie w zakresie pilotażu w Royal Flying Corps i został skierowany do No. 2 Squadron AFC, stacjonującego we Francji. Latając na samolocie S.E.5a uzyskał w ciągu dwóch ostatnich miesięcy działań wojennych, pomiędzy 16 września a 4 listopada 1918 roku, siedem potwierdzonych zwycięstw powietrznych.
Zdemobilizowany w 1919 roku, powrócił do Australii, gdzie pracował w przemyśle drzewnym. Po wybuchu II wojny światowej wstąpił ponownie w szeregi Royal Australian Air Force, jako rekruter. Zmarł w 1969 roku.